# Welcome (musikalbum)
Welcome är ett musikalbum av Santana som släpptes i november 1973 på Columbia Records. På det här albumet fortsatte Carlos Santana utforska den jazz fusion som präglade albumet Caravanserai, men med en nästan helt ny upplaga musiker. Bland gästmusiker kan nämnas Alice Coltrane som medverkar på piano på "Going Home" samt John McLaughlin på "Flame Sky".

## Låtlista
1. "Going Home" - 4:11
2. "Love, Devotion and Surrender" - 3:38
3. "Samba de Sausalito" - 3:11
4. "When I Look Into Your Eyes" - 5:52
5. "Yours is the Light" - 5:47
6. "Mother Africa" - 5:55
7. "Light of Life" - 3:52
8. "Flame Sky" - 11:33
9. "Welcome" - 6:35

## Listplaceringar
| Lista (1973-1974) | Position            |
| ----------------- | ------------------- |
| Australien        | 14 (Go Set)         |
| Kanada            | 24 (RPM)            |
| Storbritannien    | 8 (UK Albums Chart) |
| USA               | 25 (Billboard 200)  |
| Västtyskland      | 29                  |
| Österrike         | 9                   |